# Casque d'or (Suède)
Pour les articles homonymes, voir Casque d'or.
Le Casque d'or — Guldhjälmen en suédois — est un trophée de hockey sur glace de Suède. Il est remis annuellement, depuis la saison 1985-1986 au meilleur joueur de la division élite suédoise, l'Elitserien.
Le récipiendaire est désigné chaque année par le vote des joueurs de la ligue entière. Le trophée est sponsorisé par le magazine suédois Hockey et par la marque Jofa.

## Liste des récipiendaires

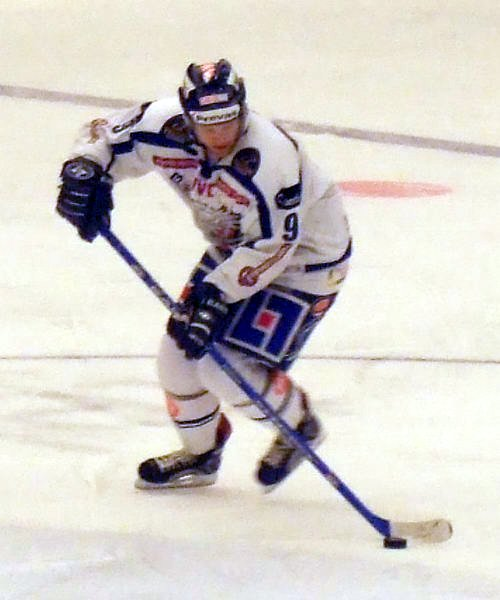
Tony Mårtensson récipiendaire 2008 du trophée.

La liste ci-dessous reprend les joueurs ayant remporté le Guldhjälmen. Les joueurs indiqués en gras ont également remporté le Guldpucken la même année. Les joueurs ayant une autre nationalité que suédois sont également repérés.
- 2019 - Jacob Josefson, Djurgårdens IF
- 2018 - Joakim Lindström, Skellefteå AIK
- 2017 - Joakim Lindström, Skellefteå AIK
- 2016 - Anton Rödin, Brynäs IF
- 2015 - Derek Ryan, Örebro HK
- 2014 - Joakim Lindström, Skellefteå AIK
- 2013 - Bud Holloway, Skellefteå AIK
- 2012 - Jakob Silfverberg, Brynäs IF
- 2011 – Magnus Johansson, Linköpings HC
- 2010 – Mats Zuccarello Aasen (Norvège), MODO Hockey
- 2009 – Johan Davidsson, HV 71
- 2008 – Tony Mårtensson, Linköpings HC
- 2007 – Fredrik Bremberg, Djurgårdens IF
- 2006 – Andreas Karlsson, HV 71
- 2005 – Henrik Lundqvist, Frölunda HC
- 2004 – Magnus Kahnberg, Västra Frölunda HC
- 2003 – Niklas Andersson, Västra Frölunda HC
- 2002 – Ulf Söderström, Färjestads BK
- 2001 – Kristian Huselius, Västra Frölunda HC
- 2000 – Rikard Franzén, AIK IF
- 1999 – Jan Larsson, Brynäs IF
- 1998 – Tommy Söderström, Djurgårdens IF
- 1997 – Jarmo Myllys ( Finlande), Luleå HF
- 1996 – Esa Keskinen ( Finlande), HV 71
- 1995 – Per-Erik Eklund, Leksands IF
- 1994 – Peter Forsberg, MODO hockey
- 1993 – Peter Forsberg, MODO hockey
- 1992 – Håkan Loob, Färjestads BK
- 1991 – Håkan Loob, Färjestads BK
- 1990 – Bengt-Åke Gustafsson, Färjestads BK
- 1989 – Anders Eldebrink, Södertälje SK
- 1988 – Anders Eldebrink, Södertälje SK
- 1987 – Peter Lindmark, Färjestads BK
- 1986 – Kari Eloranta ( Finlande), HV 71